# Toifale
Toifale ou To'ifale est une reine coutumière d'Uvea qui règne de 1825 à 1829 (ou 1828). C'est la première femme à devenir souveraine de Wallis. Elle succède à ’Uhilamoafa. Toifale appartient à la lignée Takumasiva. Elle meurt en 1829 (ou 1828) et Muliloto lui succède.

## Famille et règne
Toifale appartient à la lignée Takumasiva. Elle est la fille de Manuka et la tante de 'Uhilamoafa. Mariée à Lilotaloaha (un membre de la lignée Vehi'ika), elle donne naissance à Vaisioa. Toifale est la sœur des rois Tufele et Vaimua Lavelua.
Durant son règne, Toifale accueille les premiers Européens (mentionnés dans les sources) qui débarquent à Wallis, en 1825 : le navire hawaïen Kamaholelani, avec à son bord le marchand Siaosi Manini.
Toifale meurt en 1829 (ou 1828 selon Frédéric Angleviel). Vaimua Lavelua refuse d'être roi, c'est donc Muliloto, fils unique de Kaukelo, qui prend la fonction de roi d'Uvea pour lui succéder.

## Comparaison avec d'autres souveraines d'Océanie
Toifale est la première femme de l'histoire wallisienne à devenir reine. Trois autres femmes ont également occupé cette fonction : Falakika Seilala (1858-1869), Amelia Tokagahahau (1869-1895) et Aloisia Brial (1953-1958) ; elle s'inscrit aussi parmi d'autres reines de Polynésie, comme Salote Tupou III aux Tonga (1918-1965), Liliʻuokalani à Hawaï (1891-1893) ou Pōmare IV à Tahiti (1827-1877).